# Winter Garden Theatre
El Winter Garden Theatre es un teatro de Broadway ubicado en 1634 Broadway entre las calles 50 y 51 en Midtown Manhattan, Nueva York (Estados Unidos).

## Historia
La estructura fue construida por William Kissam Vanderbilt en 1896 para ser el American Horse Exchange.
En 1911, los Shubert alquilaron el edificio y el arquitecto William Albert Swasey lo rediseñó como teatro. El cuarto lugar de Nueva York que se bautizó Winter Garden, se inauguró el 10 de marzo de 1911 con el musical de Jerome Kern, La Belle Paree. El programa fue protagonizado por Al Jolson y lo lanzó a su exitosa carrera como cantante y actor. Jugó en Winter Garden muchas veces después de eso.
Fue remodelado en 1922 por Herbert J. Krapp. El gran escenario es más ancho que los de la mayoría de las casas de Broadway y el arco del proscenio es relativamente bajo. El edificio está situado de manera inusual en su lote, con la entrada principal y la marquesina, ubicada en Broadway, conectada al auditorio de la Séptima Avenida de 1526 asientos a través de un pasillo largo, y la pared trasera del escenario linda con la calle 50.
El musical Cats se estrenó el 7 de octubre de 1982 y realizó 7485 funciones durante casi 18 años. Tras el cierre del espectáculo, la arquitecta Francesca Russo supervisó su restauración. Por el tamaño de su auditorio, escenario y backstage, es una casa predilecta para grandes producciones musicales.
En sus inicios, el teatro solía albergar series de revistas presentadas bajo los títulos generales The Passing Show, Artists and Models y The Greenwich Village Follies. Tras la muerte de Florenz Ziegfeld en 1932, los Shubert adquirieron los derechos del nombre y formato de sus famosas Ziegfeld Follies, y presentaron las ediciones de 1934 y 1936 de Follies con artistas como Fanny Brice, Bob Hope, Josephine Baker, Gypsy Rose Lee, Eve Arden, los hermanos Nicholas y Buddy Ebsen. Sirvió como una sala de cine de Warner Bros. de 1928 a 1933 y un cine de United Artists en 1945, pero aparte de estas interrupciones, ha funcionado como un teatro legítimo desde que abrió.
En 1974, Liza Minnelli apareció en el Winter Garden en un concierto que le valdría un premio Tony ese año, en honor a su exitosa carrera con entradas agotadas. Ese año se lanzó un álbum en vivo del concierto, que se remasterizó y reeditó en 2012.
En 2002, en virtud de un acuerdo entre la Organización Shubert, propietaria del teatro, y General Motors, pasó a llamarse Cadillac Winter Garden Theatre. A principios de 2007, el patrocinio de la corporación terminó y el lugar volvió a su nombre original.
El 12 de noviembre de 2020, un hombre de 54 años empleado como tramoyista murió después de caerse de una escalera.

## Galería

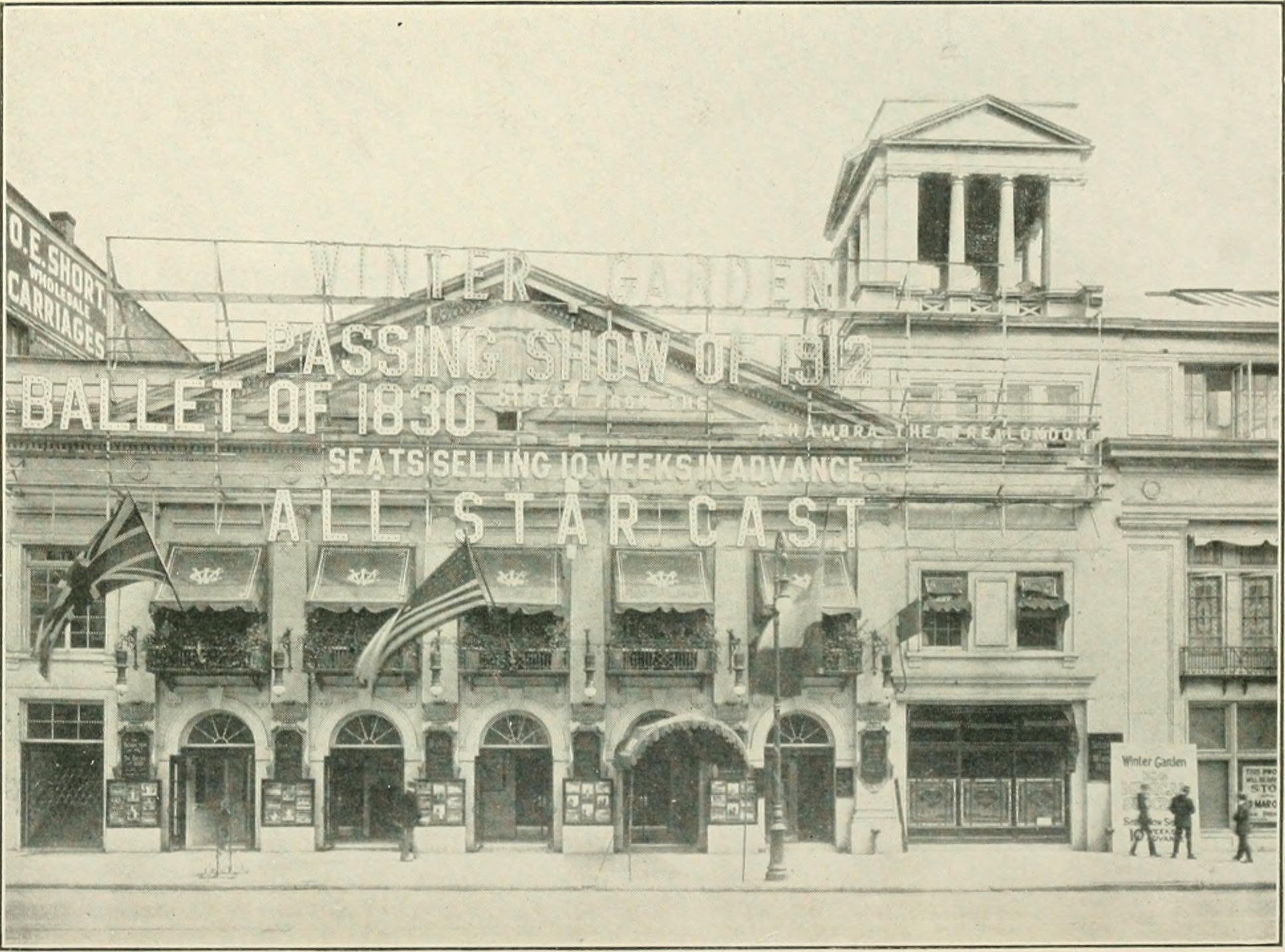
El Winter Garden Theatre en 1913
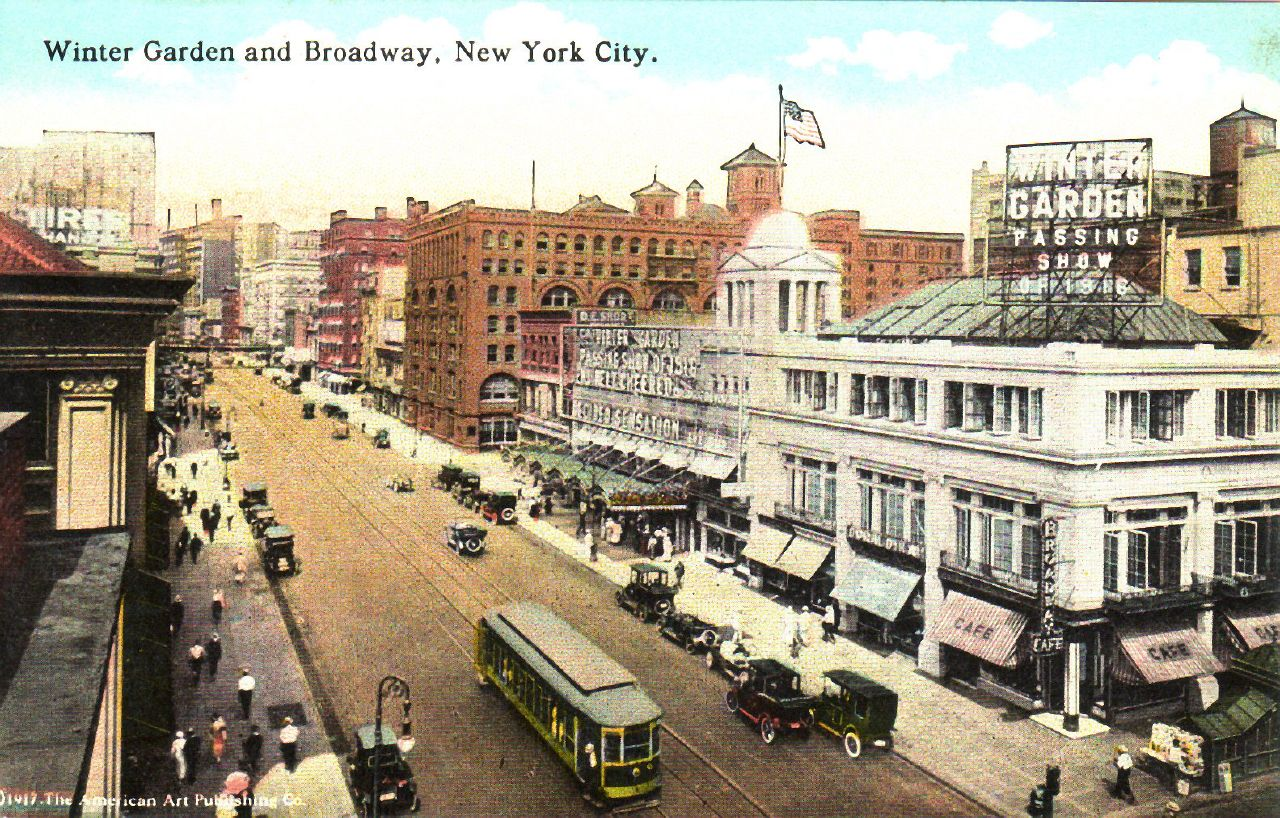
El Winter Garden Theatre en 1916
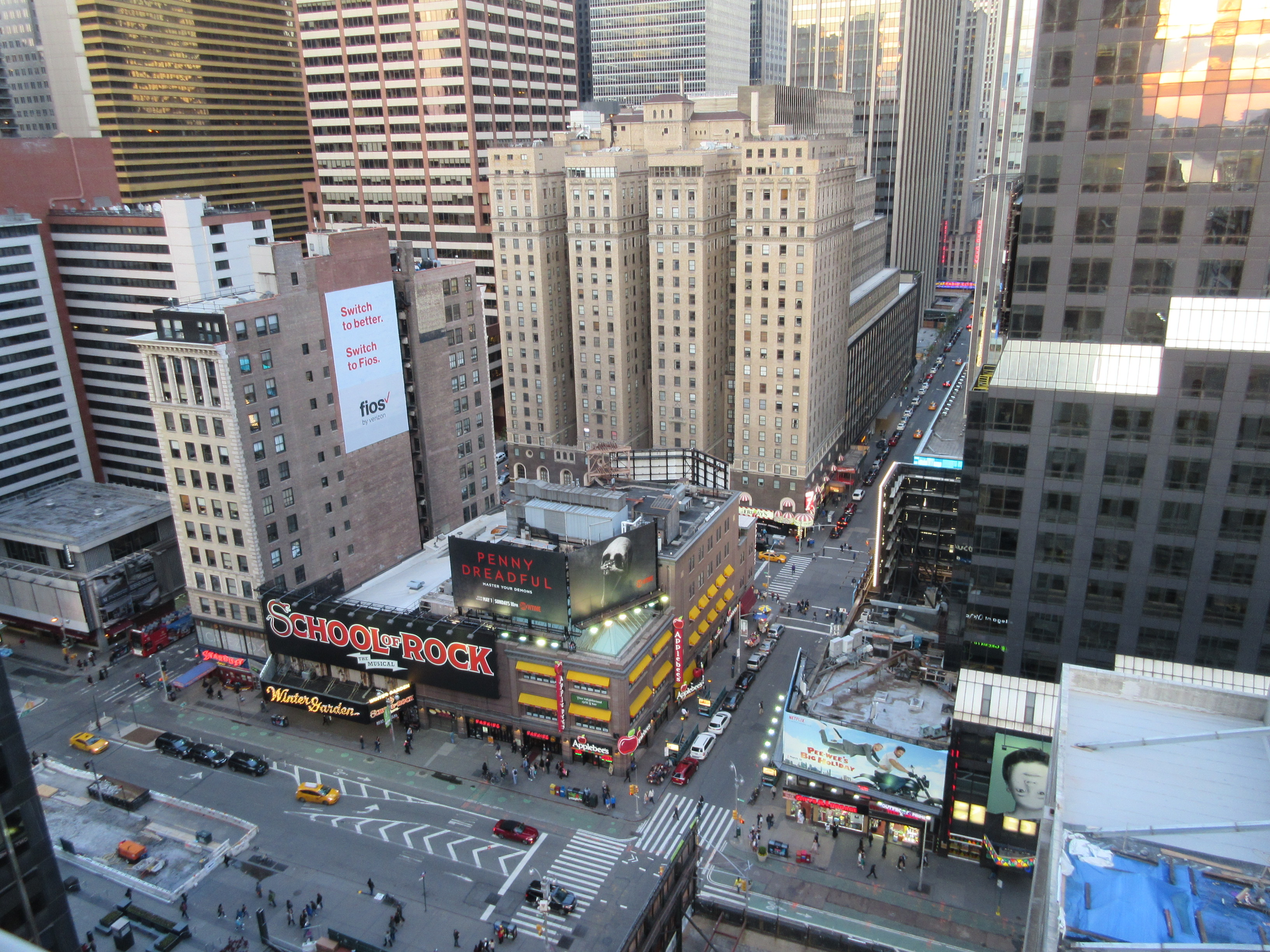
Vista aérea en 2016
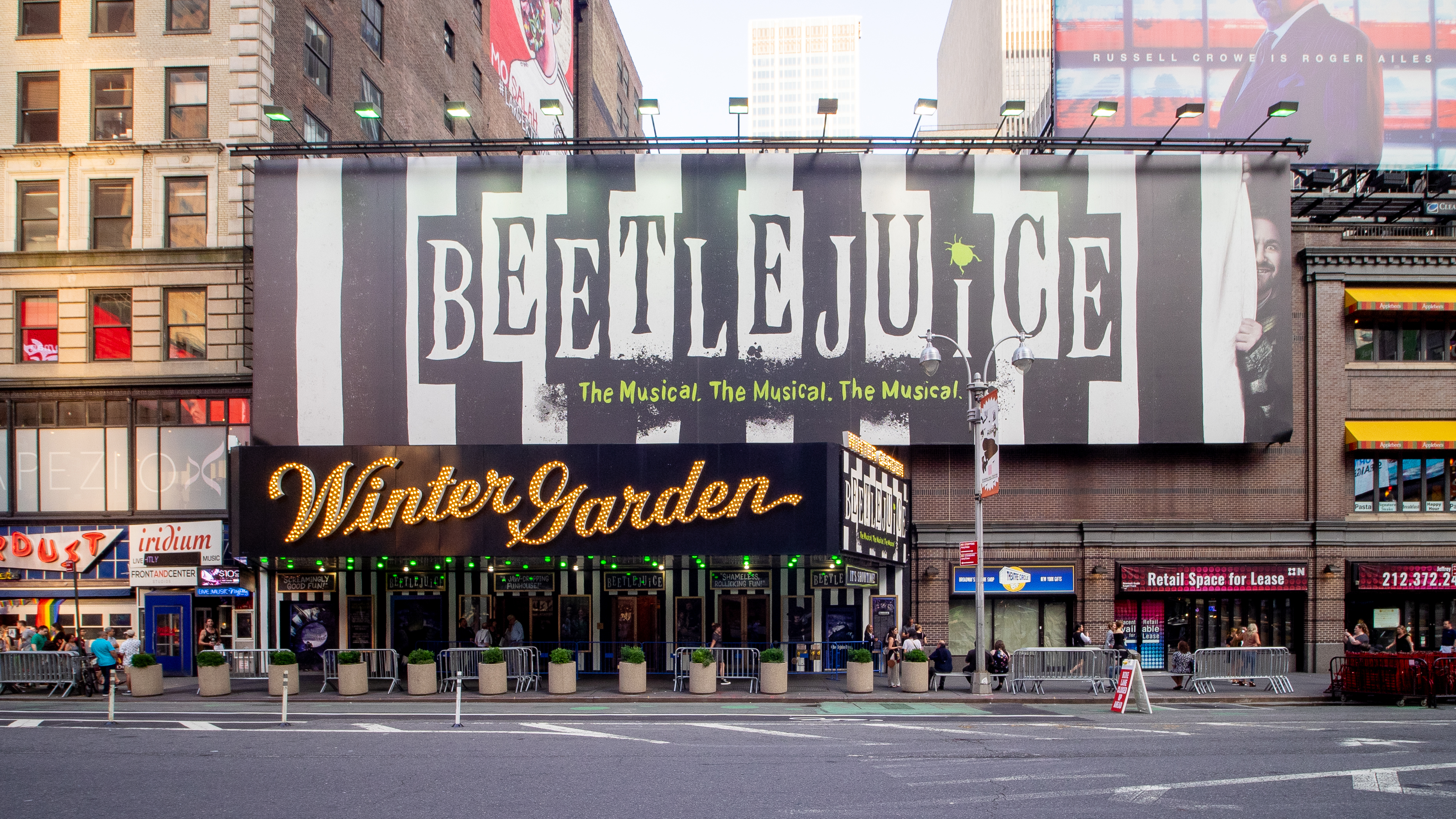
El Winter Garden Theatre en 2019